# Shayna Baszler
Shayna Andrea Baszler (8. srpna 1980) je americká profesionální zápasnice, bývalá kickboxerka a mma zápasnice. V současnosti pracuje ve společnosti WWE, vystupuje v show Raw.
Trénoval ji bývalý UFC zápasník Joshe Barnett a později ve wrestlingu Billy Robinson. Svůj první profesionální zápas v MMA měla v roce 2006. V roce 2013 podepsala smlouvu s UFC a působila v show The Ultimate Fighter – ve společnosti měla dva zápasy (0-2). V roce 2015 byla z UFC vyhozena, ve stejném roce zahájila svou profesionální wrestlingovou kariéru, trénovat ji opět začal Barnett.

## Osobní život
Narodila se a vyrůstala v Sioux Falls v Jižní Dakotě. Z otcovy strany má německé předky a z matčiny zase čínské. Navštěvovala MidAmerica Nazarene University v Olathe v Kansasu, kde se specializovala na religionistiku. Je členkou LGBTQ+ komunity.
Byla klíčovým člověkem pro vytvoření atletické komise Jižní Dakoty pro bojové sporty. Jednou pronesla projev, který se dotkl opozičního poslance Steva Hickeyho, který kdysi označil MMA za „dětské porno“ sportu. Po návštěvě tréninku tohoto sportu zcela změnil názor.
Je fanouškem franšízy Warhammer 40 000 a příležitostně v ringu vystupuje v oblečení na motivy těchto videoher.

## MMA výsledky
| Výsledek | Rekord | Oponent           | Způsob     | Událost                                         | Datum              | Kolo | Čas  | Místo                    |
| -------- | ------ | ----------------- | ---------- | ----------------------------------------------- | ------------------ | ---- | ---- | ------------------------ |
| Prohra   | 15-11  | Reina Miura       | Rozhodnutí | Deep Jewels 15                                  | 25. února 2017     | 2    | 5:00 | Tokio, Japonsko          |
| Prohra   | 15-10  | Amanda Nunes      | TKO        | UFC Fight Night: Maia vs. LaFlare               | 21. března 2015    | 1    | 1:56 | Rio de Janeiro, Brazílie |
| Prohra   | 15-9   | Bethe Correia     | TKO        | UFC 177                                         | 30. srpna 2014     | 2    | 1:56 | Sacramento, USA          |
| Prohra   | 15-8   | Alexis Davis      | Submission | Invicta FC 4: Esparza vs. Hyatt                 | 5. ledna 2013      | 3    | 0:58 | Kansas City, USA         |
| Výhra    | 15-7   | Sarah D'Alelio    | Submission | Invicta FC 3: Penne vs. Sugiyama                | 6. října 2012      | 2    | 0:37 | Kansas City, USA         |
| Prohra   | 14-7   | Sara McMann       | Rozhodnutí | Invicta FC 2: Baszler vs. McMann                | 28. července 2012  | 3    | 5:00 | Kansas City, USA         |
| Výhra    | 14-6   | Elaina Maxwell    | Submission | The Cage Inc.: Battle at the Border 7           | 19. listopadu 2010 | 1    | 4:03 | Hankinson, USA           |
| Výhra    | 13-6   | Adrienna Jenkins  | Submission | Freestyle Cage Fighting 42                      | 12. června 2010    | 1    | 2:12 | Shawnee, USA             |
| Výhra    | 12-6   | Alexis Davis      | Rozhodnutí | Freestyle Cage Fighting 40                      | 27. března 2010    | 3    | 5:00 | Shawnee, USA             |
| Výhra    | 11-6   | Megumi Yabushita  | Submission | Freestyle Cage Fighting 39                      | 30. ledna 2010     | 1    | 4:50 | Shawnee, USA             |
| Prohra   | 10-6   | Sarah Kaufman     | Rozhodnutí | Strikeforce Challengers: Villasenor vs. Cyborg  | 19. června 2009    | 3    | 5:00 | Kent, USA                |
| Prohra   | 10-5   | Cris Cyborg       | Submission | EliteXC: Unfinished Business                    | 26. července 2008  | 2    | 2:48 | Stockton, USA            |
| Výhra    | 10-4   | Keiko Tamai       | Submission | ShoXC: Elite Challenger Series                  | 5. dubna 2008      | 1    | 2:05 | Friant, USA              |
| Výhra    | 9-4    | Jennifer Tate     | Submission | ShoXC: Elite Challenger Series                  | 26. října 2007     | 1    | 0:44 | Santo Ynez, USA          |
| Výhra    | 8-4    | Jan Finney        | Submission | ShoXC: Elite Challenger Series                  | 27. července 2007  | 1    | 2:40 | Santo Ynez, USA          |
| Výhra    | 7-4    | Samantha Gavere   | Submission | NFF: The Breakout                               | 10. března 2007    | 1    | 1:00 | Minneapolis, USA         |
| Prohra   | 6-4    | Tara LaRosa       | TKO        | BodogFight: Costa Rica                          | 18. února 2007     | 2    | 3:15 | Kostarika                |
| Výhra    | 6-3    | Roxanne Modafferi | Submission | MARS: BodogFight                                | 4. října 2006      | 1    | 1:08 | Tokio, Japonsko          |
| Prohra   | 5-3    | Amanda Buckner    | TKO        | MFC: USA vs Russia 3                            | 3. července 2006   | 3    | 3:03 | Atlantic City, USA       |
| Výhra    | 5-2    | Julie Kedzie      | Submission | Freestyle Combat Challenge 22                   | 18. března 2006    | 1    | ---  | Racine, USA              |
| Prohra   | 4-2    | Amanda Buckner    | Submission | Ring of Fire 20: Elite                          | 10. prosince 2005  | 1    | 4:28 | Castle Rock, USA         |
| Výhra    | 4-1    | Cindy Romero      | TKO        | UCS: Battle At The Barn 9                       | 7. května 2005     | 1    | ---  | Rochester, USA           |
| Výhra    | 3-1    | Heather Lobs      | Submission | Jungle Madness 2                                | 15. ledna 2005     | 1    | 1:51 | Minnesota, USA           |
| Prohra   | 2-1    | Kelly Kobold      | TKO        | Reality Cage Fighting                           | 15. květen 2004    | 2    | 2:20 | Severní Dakota, USA      |
| Výhra    | 2-0    | Christy Zimmerman | Submission | Reality Cage Fighting                           | 14. listopadu 2003 | 1    | ---  | Severní Dakota, USA      |
| Výhra    | 1-0    | Tina Johnson      | Submission | Reality Cage Fighting                           | 31. října 2003     | 1    | 1:20 | Severní Dakota, USA      |
| Exhibice |        |                   |            |                                                 |                    |      |      |                          |
| Prohra   | 1-1    | Julianna Peña     | Submission | The Ultimate Fighter: Team Rousey vs. Team Tate | 11. září 2013      | 2    | 3:08 | Las Vegas, USA           |
| Výhra    | 1-0    | Colleen Schneider | Submission | The Ultimate Fighter: Team Rousey vs. Team Tate | 4. září 2013       | 1    | 4:24 | Las Vegas, USA           |

## Úspěchy

### Smíšená bojová umění
- Freestyle Cage Fighting
  - FCF Women's Bantamweight Grand Prix Championship (1x)
- Invicta FC
  - Fight of the Night (2x) vs. Sara McMann, Alexis Davis
- The Cage Inc.
  - TCI Women's 140 lbs Championship (1x)

### Wrestling
- Absolute Intense Wrestling
  - AIW Women's Championship (1x)
- DDT Pro-Wrestling
  - Ironman Heavymetalweight Championship (1x)
- New Horizon Pro Wrestling
  - IndyGurlz Australian Championship (1x)
  - Global Conflict Shield Tournament (2017)
- Premier Wrestling
  - Premier Women's Championship (1x)
- Pro Wrestling Illustrated
  - Ranked No. 4 of the top 100 female wrestlers in the PWI Female 100 in 2019
  - Ranked No. 24 of the top 50 Tag Teams in the PWI Tag Team 50 in 2021- with Nia Jax
- Quintessential Pro Wrestling
  - QPW Women's Championship (1x)
- Sports Illustrated
  - Ranked No. 4 of the top 10 women's wrestlers in 2019
- WWE
  - NXT Women's Championship (2x)
  - WWE Women's Tag Team Championship (3x) – s Niou Jax (2) a Rondou Rousey (1)
  - NXT Year-End Award (1x)
    - Female Competitor of the Year (2019)